# Claudio Lozano
Claudio Raúl Lozano (Buenos Aires, 18 de octubre de 1956) es un economista y político argentino, fue director del Banco de la Nación Argentina. También se desempeñó como diputado nacional de la Ciudad de Buenos Aires en representación del partido Unidad Popular. Actualmente es el presidente del partido (UP) y Coordinador del Instituto de Pensamiento y Políticas Públicas (IPYPP).

## Biografía

### Comienzos
Inició su compromiso político en el secundario participando de organizaciones tales como la UES (Unión de Estudiantes Secundarios) y luego ya en la Universidad participó en la Juventud Universitaria Peronista para, a finales de 1975, ingresar a la Juventud Guevarista tras profundas diferencias con el gobierno de María Estela Martínez de Perón.
En 1976 fue detenido por hacer propaganda política cuando cursaba en la Facultad de Ciencias Económicas de la UBA. Esto lo alejó de la política durante un tiempo y lo obligó al «exilio» en el interior del país. Luego reiteró sus estudios en Economía Política en la Universidad del Salvador de Buenos Aires. En 1978 se incorporó al movimiento de Derechos Humanos, como integrante del Servicio Paz y Justicia (SERPAJ) que conducía el después premio nobel Adolfo Pérez Esquivel, en medio de la dictadura cívico militar (1976-1983). En el marco de dicha actividad tomó contacto con las agrupaciones sindicales que promovían la democratización de sus sindicatos. Así conoció a Víctor De Gennaro y a Germán Abdala integrándose a las actividades de formación político sindical que desarrollaba la agrupación ANUSATE y el Instituto de Formación y Capacitación Sindical (Inforcas).

### Trayectoria gremial
En 1984, al triunfar la agrupación ANUSATE y hacerse cargo de la conducción de Asociación Trabajadores del Estado (ATE), Claudio Lozano fue designado director del Instituto de Estudios sobre Estado y Participación.
En 1991 fue elegido miembro de la conducción nacional de ATE. Al año siguiente fundó la Central de Trabajadores de la Argentina (CTA), y fue designado coordinador del Instituto de Estudios y Formación de la misma, aportando con su tarea elementos de análisis, e información para el debate.
En el año 2000 fue elegido miembro de la Mesa Nacional de la CTA a cargo de la Secretaría de Estudios y Formación.
En el año 2003 fue elegido vocal de la Mesa Nacional y desde ese mismo año es diputado nacional por la Ciudad de Buenos Aires. En el año 2007 se candidateó para jefe de Gobierno de la ciudad y obtuvo el quinto lugar con el 2,9 % de los votos, promoviendo el ingreso a la legislatura a Martín Hourest.

### Trayectoria política
Lozano fundó un partido político llamado Buenos Aires para Todos para competir por el gobierno de la ciudad. En 2007 su partido forma la coalición Movimiento Proyecto Sur junto a Pino Solanas (Partido Proyecto Sur), el Partido Socialista Auténtico, el Movimiento Socialista de los Trabajadores (MST), el Partido Comunista Revolucionario (PCR) y el Partido de la Liberación. El 28 de octubre de 2007 fue elegido diputado nacional con el 7,27 % de los votos por esta alianza.
En 2010 Buenos Aires para Todos es rebautizado como Instrumento Electoral por la Unidad Popular, o simplemente Unidad Popular (UP), con el objeto de darle un alcance nacional. Lozano junto a Víctor De Gennaro son los fundadores de este espacio. Lozano fue elegido presidente del congreso partidario y presidente del bloque de diputados nacionales que integraban Antonio Riestra, Graciela Iturraspe, Liliana Parada y el propio Víctor De Gennaro. En paralelo, en la Legislatura de la Ciudad de Buenos Aires Fabio Basteiro y Laura García Tuñón expresaban a Unidad Popular en el ámbito porteño.
En julio de 2011 se realizaron las elecciones de jefe de gobierno de la ciudad de Buenos Aires. Lozano resignó su candidatura, dando lugar a Pino Solanas que consiguió el tercer puesto en la elección con el 12,82 %. Con vistas a las elecciones generales de octubre de ese año se forma el Frente Amplio Progresista entre el Partido Socialista, GEN, Libres del Sur, Unidad Popular y el Partido Socialista Auténtico. El sector de Pino Solanas se alejó por diferencias al momento de formalizar la alianza. Este frente llevó a Hermes Binner como candidato presidencial, mientras que Claudio Lozano fue por tercera vez el primer candidato a diputado. Lozano obtuvo el 17 % de los votos de Buenos Aires, convirtiéndose en la tercera fuerza política del distrito porteño. 
Para las elecciones legislativas de 2013 el FAP decide hacer una coalición más amplia, sumando a partidos de centro y derecha bajo el nombre de Frente Amplio UNEN. En este acuerdo se sumaron el partido de Elisa Carrió (Coalición Cívica ARI) y la Unión Cívica Radical. En respuesta a este viraje ideológico, Unidad Popular decide formar la alianza Camino Popular junto a otras agrupaciones como Marea Popular que lidera Itai Hagman. Lozano fue primer candidato a senador nacional por la ciudad de Buenos Aires.
En el año 2014 construye el Frente Popular junto a Víctor De Gennaro quien se postula como candidato a presidente de esta propuesta política, en tanto Lozano se presenta como candidato para Jefe de Gobierno de la ciudad de Buenos Aires, pero al no alcanzar el piso de 1,5% no puede participar de las elecciones generales.
En el año 2017 fue precandidato a Diputado Nacional por la ciudad de Buenos Aires en la lista 506 A - Popular y Socialista, dentro de la alianza Convocatoria Abierta por Buenos Aires pero no logró superar las PASO.
Es dirigente nacional de Unidad Popular y Coordinador del Instituto de Pensamiento y Políticas Públicas (IPyPP).
El 16 de enero de 2020 fue designado como director del Banco de la Nación Argentina.
En el año 2021 fue candidato a Diputado Nacional por la Ciudad Autónoma de Buenos Aires por el Frente de Todos. Sin embargo, no logró acceder a una banca.

## Premios y distinciones
- Nueve Premios Parlamentarios (2004-2012)
- Premio Konex al mérito como legislador por su destacada trayectoria (2008)